# سامي فيغيروا
سامي فيغيروا (بالإنجليزية: Sammy Figueroa)‏ هو عازف جاز أمريكي، ولد في 16 نوفمبر 1948 في ذا برونكس في الولايات المتحدة.

## وصلات خارجية
- الموقع الرسمي
- سامي فيغيروا على موقع ميوزك برينز (الإنجليزية)
- سامي فيغيروا على موقع أول ميوزيك (الإنجليزية)
- سامي فيغيروا على موقع ديسكوغز (الإنجليزية)